# Echo Seeker
Echo Seeker est un véhicule sous-marin autonome (AUV) construit par Boeing.
Le véhicule est une version plus grande du précédent AUV Echo Ranger de Boeing, et a été conçu et construit par la division Advanced Technology Programs de l'entreprise à Huntington Beach, en Californie, qui a dévoilé publiquement Echo Seeker en juillet 2015,. Echo Seeker mesure environ 9,75 mètres de long et est alimenté par un ensemble de batteries argent-zinc qui lui donnent une autonomie d'environ trois jours et une portée de 426 kilomètres à sa vitesse de service de 3,5 nœuds,. Il a une charge utile d'environ 2 721 kilogrammes et peut plonger à une profondeur de 6 096 mètres. Une fois déployé, Echo Seeker fonctionne principalement de manière autonome, avec une communication limitée à un faible système acoustique. Lorsqu'il est submergé, il navigue grâce à un système de sonar à ouverture synthétique qui lui permet de cartographier une bande de 3,2 kilomètres de large du fond marin avec une résolution de 10 centimètres à une hauteur de 91 mètres.